# Museo di san Massimiliano Kolbe "Fu l'Uomo"
Il museo di san Massimiliano Kolbe "Fu l'Uomo" (in polacco: Muzeum św. Maksymiliana "Był Człowiek") è situato all'interno del convento polacco di Niepokalanów. Inaugurato nell'agosto del 1998, il museo è dedicato alla vita e all'opera di san Massimiliano Kolbe, alla storia del monastero di Niepokalanów (fondato nel 1927) e alle attività missionarie francescane in tutto il mondo.

## Fondazione
Il primo museo dedicato a san Massimiliano Kolbe (chiamato Sala dei Ricordi) si trovava nella cappella di legno (dagli anni 1927-1929). Quando la cappella fu restaurata alla sua funzione originale (1998), il museo fu trasferito in uno degli edifici vecchi di Niepokalanów, dove in passato si trovavano una lavanderia e una falegnameria. L'esposizione, che si estende su tre reparti, è stata realizzata da personale del museo della città di Pabianice. Le fotografie con didascalie e altri cimeli raccontano la vita e l'opera del fondatore del monastero e lo sviluppo di Niepokalanów stesso.
Il 6 agosto 1998, due primi sezioni del museo (reparto storico e quello kolbiano) vennero aperte al pubblico dal cardinale Józef Glemp. Poco dopo, il 20 settembre 1998, il museo è stato ampliato con una terza sezione, quella missionaria, inaugurata da Jan Wilk, vescovo francescano missionario in Brasile. Attualmente il museo è aperto al pubblico tutti i giorni dalle 8:00 alle 17:00.

## Esposizioni

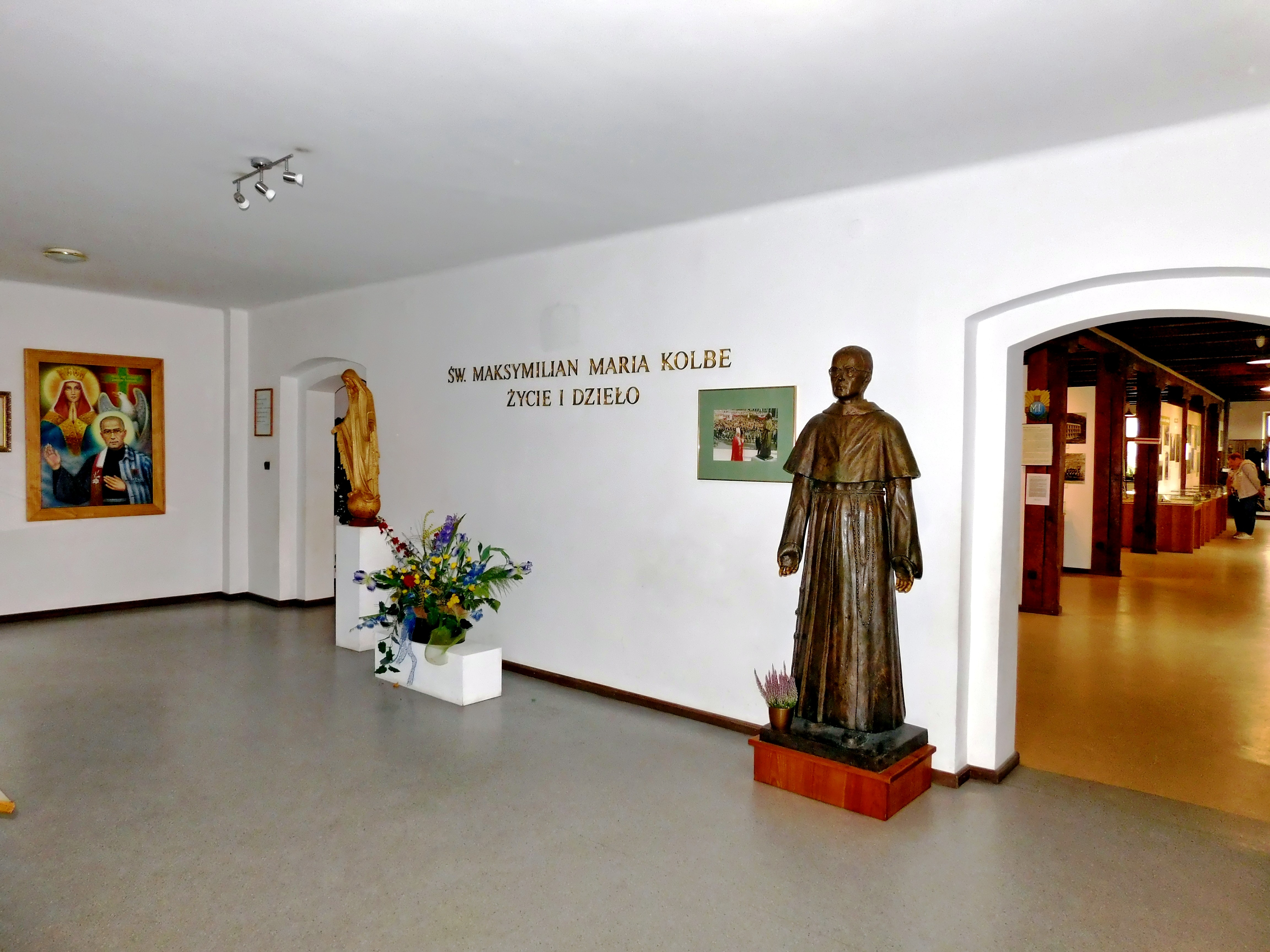
La statua di bronzo di s. Massimiliano, realizzata da Roberto Joppolo

Nella prima sala, i visitatori vengono accolti dalla statua di san Massimiliano, realizzata in bronzo dallo scultore italiano Roberto Joppolo di Viterbo. Questa statua venne benedetta da papa Giovanni Paolo II nell'ottobre del 1982 durante la cerimonia di canonizzazione di Massimiliano Kolbe. Più tardi la statua viene riprodotta in 4 esemplari (per Polonia, Giappone e America).
Nella seconda sezione si può conoscere la vita di Massimiliano Kolbe, dall'infanzia alla giovinezza e agli studi, fino all'attività in Polonia e in Giappone in ambito editoriale e missionario. Le riproduzioni di fotografie d'epoca con didascalie illustrano anche come si è sviluppato e ha funzionato il grande monastero-casa editrice noto come Niepokalanów. È presente anche una replica del suo secondo appartamento all'interno del monastero, dove visse dal meta 1936 (dopo il ritorno dal Giappone) fino al febbraio 1941 (quando venne arrestato).
La terza sezione espone una collezione proveniente dalle missioni francescane nel mondo, donata principalmente dai missionari che operano in Giappone, Brasile, Zambia, Perù, Kenya o Tanzania. Tra gli oggetti peculiari di questa collezione troviamo: un'immagine della Madonna intessuta con chicchi di grano, piranha essiccate e pelle di serpente esotico, un ritratto di san Massimiliano realizzato con francobolli. Sono presenti anche cimeli che raccontano la fama postuma e la canonizzazione del Martire di Auschwitz. 

## Galleria d'immagini

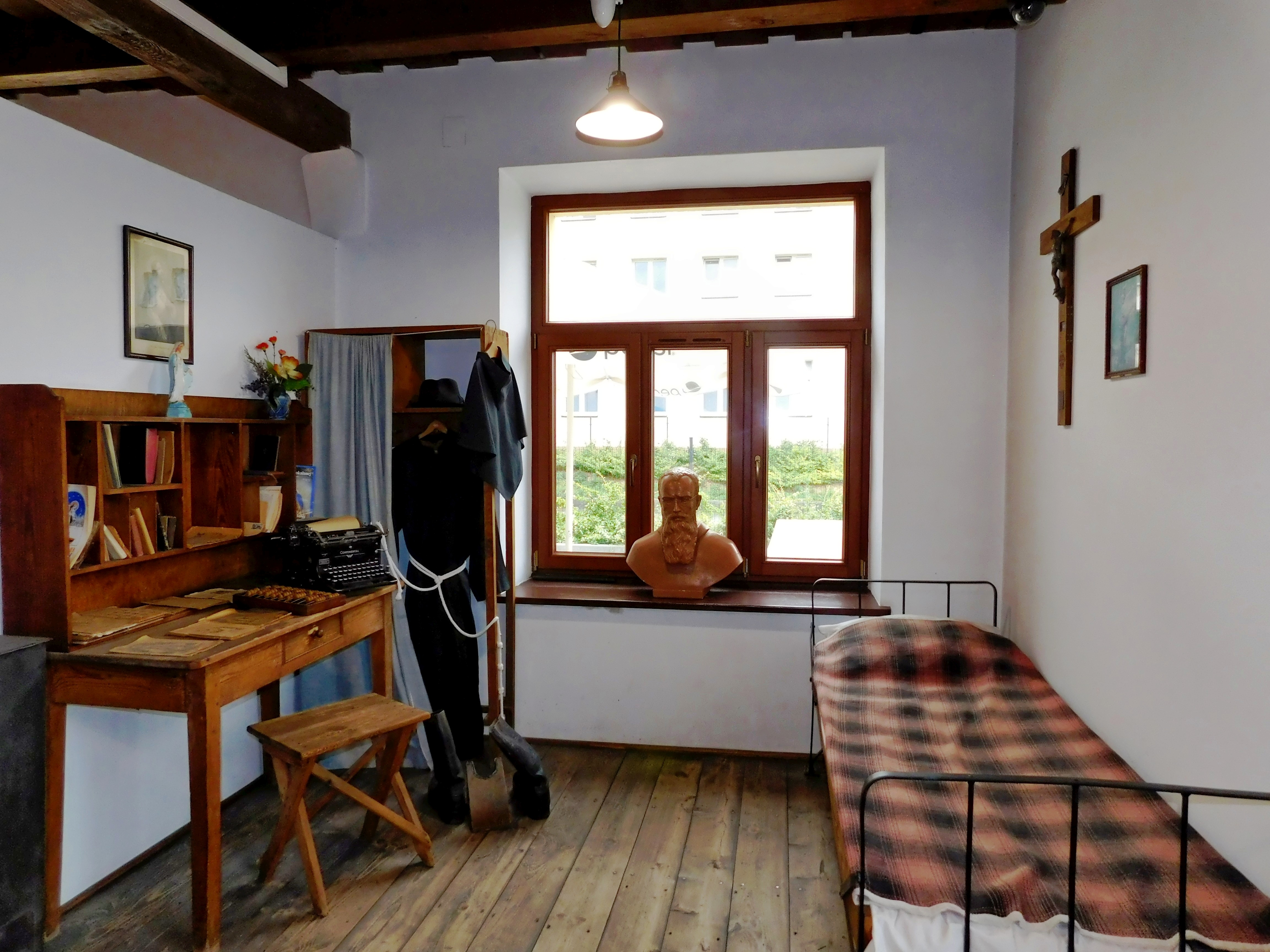
La stanza (replica)
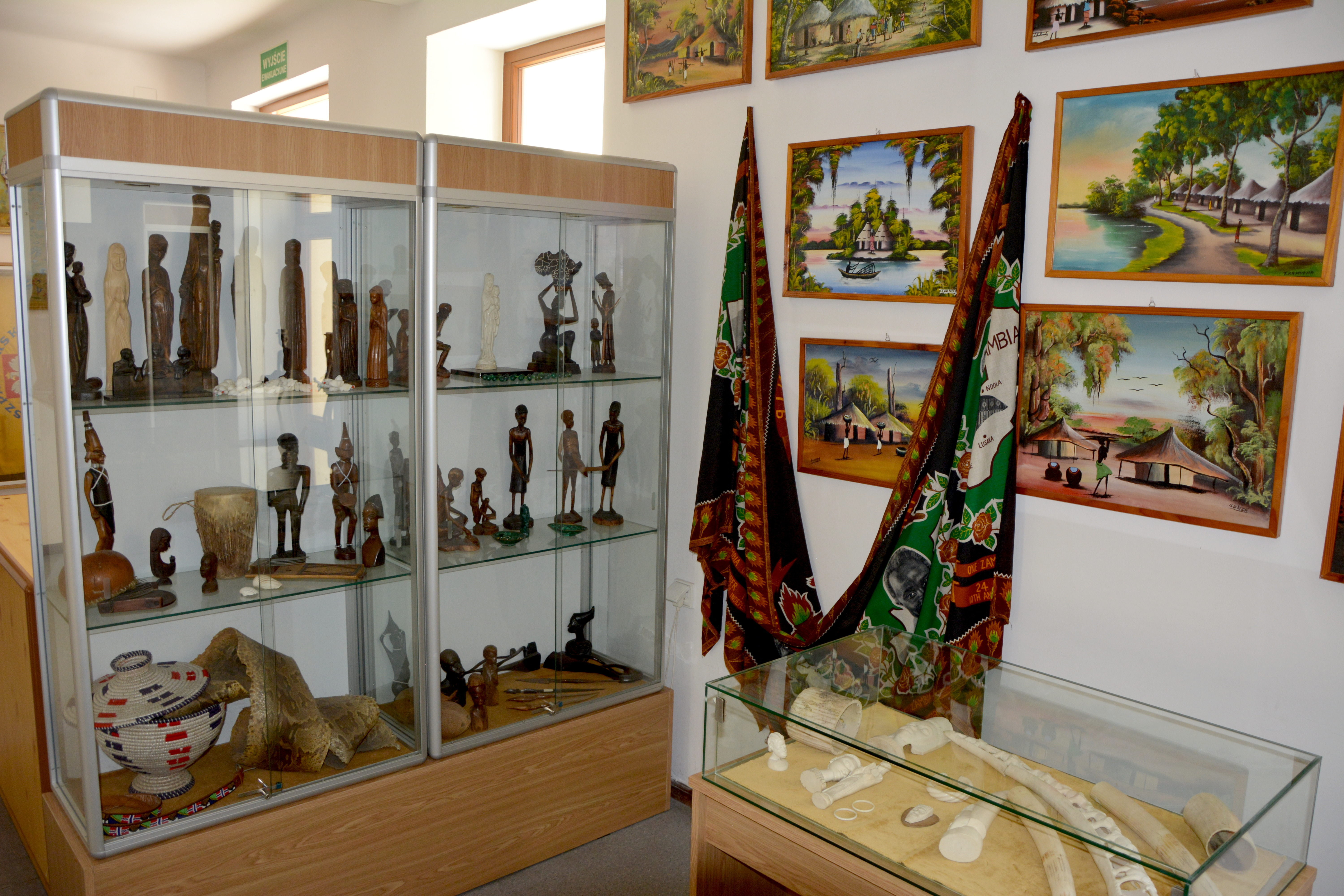
Reparto africano
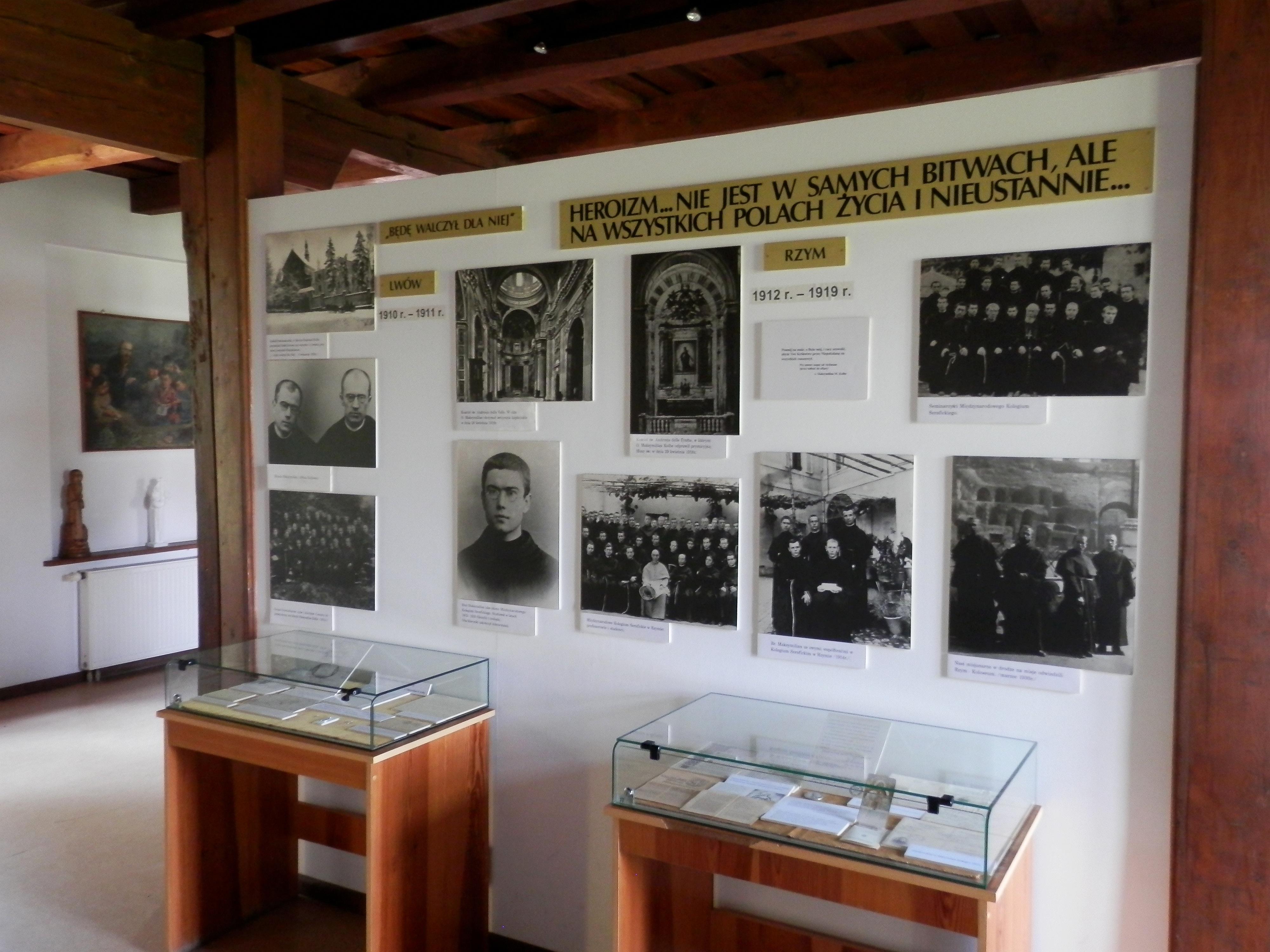
Da Leopoli a Roma
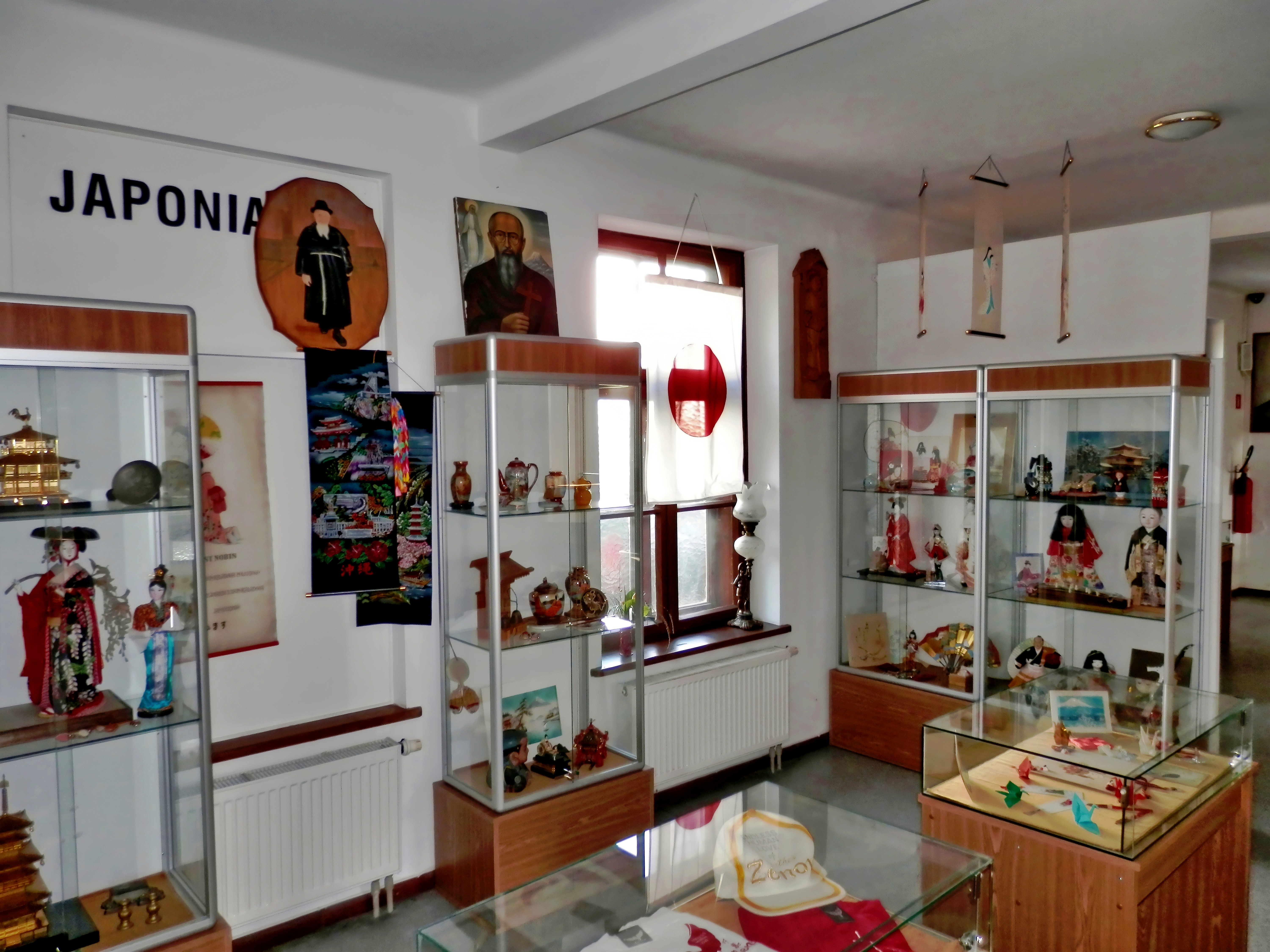
Reparto giapponese